# Auto China

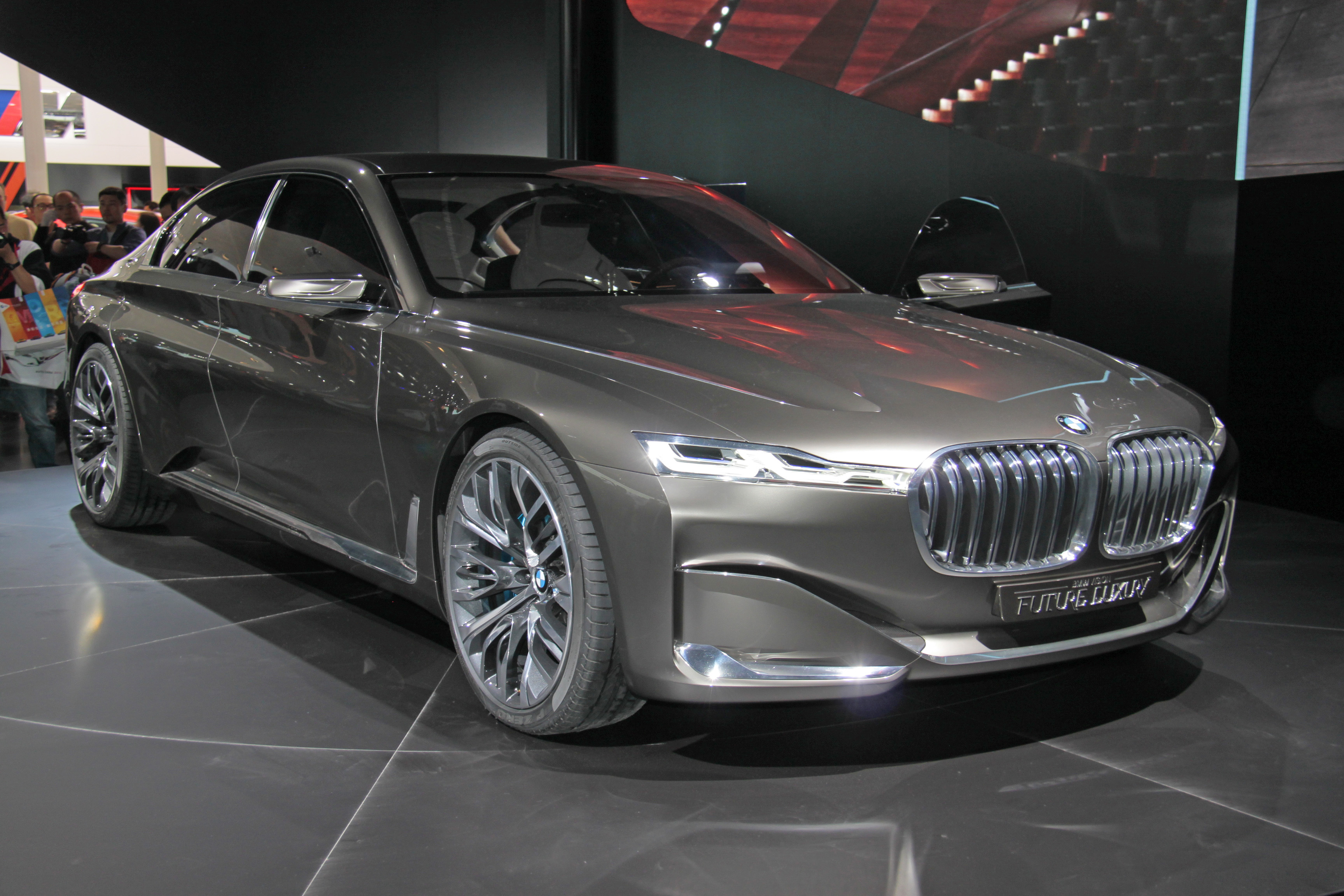
BMW-Studie auf der Auto China 2014

Die Auto China, auch als Beijing International Automobile Exhibition oder Beijing Auto Show bezeichnet, ist die größte Automobilmesse in der Volksrepublik China. Sie findet seit 1990, alle zwei Jahre im Wechsel mit der Auto Shanghai im Frühjahr statt und dauert neun Tage. Veranstaltungsort ist das China International Exhibition Center (CIEC) in Peking. Die Messe wird gemeinsam getragen von der China Machinery Industry Federation (CMIF) und dem China International Trade Promotion Committee mit finanzieller Unterstützung weiterer Verbände.
2020 betrug die Ausstellungsfläche 200.000 m².